# Sch. An-Ski

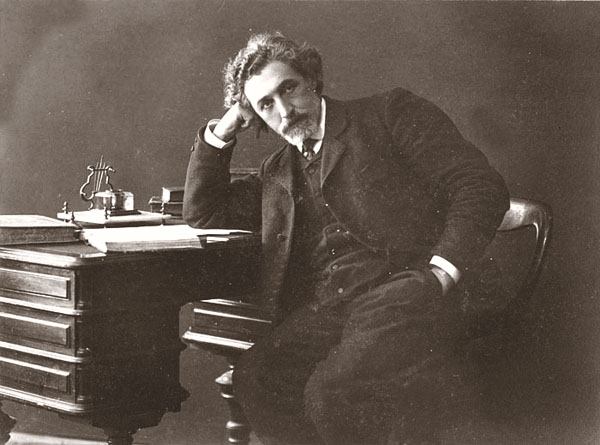
S. Ansky, 1910

Shloyme Zanvl Rappoport (1863, Chashniki – 8 de novembro de 1920, Otwock), conhecido por seu pseudônimo S. Ansky (ou An-ski), foi um importante autor, dramaturgo, e pesquisador Russo-Judeu.

## Biografia

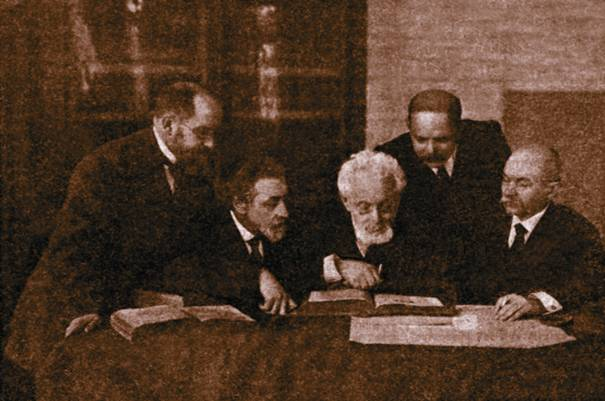
Odessa Escritores de Odessa. Da esquerda à direita : Y. Ravnitzki, Ansky, Mendele Mocher Sforim, Chaim Nachman Bialik, S. Frug. Jornal de Simon Dubnow (1916).

S. Ansky nasceu em Chashniki, Bielorrússia, então parte do Império Russo e morreu em Otwock, na Polônia, em 8 de novembro de 1920. Primeiramente ele escreve em russo, mas em 1904 começa a escrever seus trabalhos em Yiddish.

## Ligações Externas

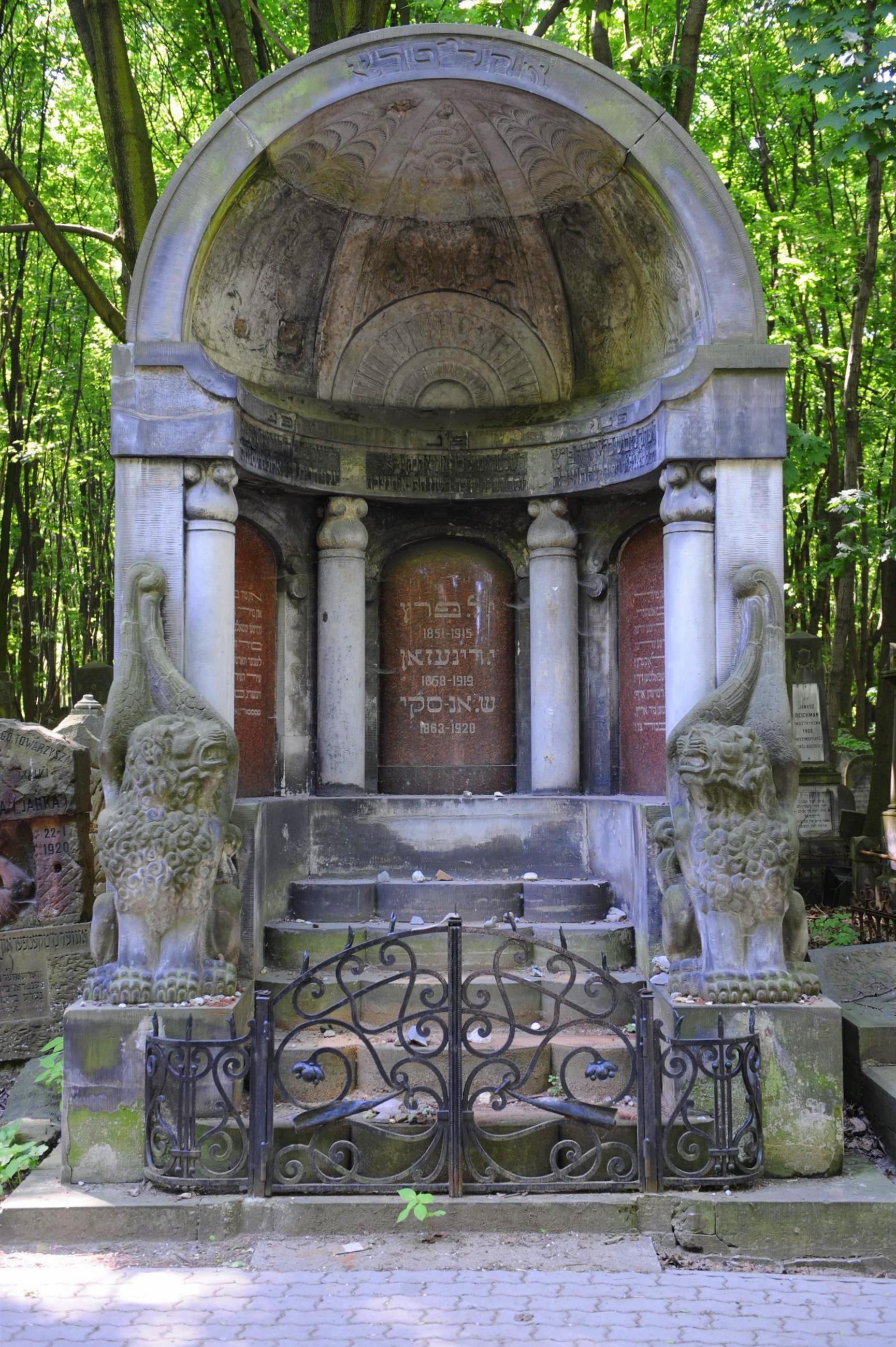
Mausoleum de três grandes escritores judeus (Peretz, Dinezon, and Ansky) em Varsóvia

- Jewish Heritage Online article on Ansky